# Tyrannochthonius parvus
Tyrannochthonius parvus är en spindeldjursart som beskrevs av Chamberlin 1995. Tyrannochthonius parvus ingår i släktet Tyrannochthonius och familjen käkklokrypare. Inga underarter finns listade i Catalogue of Life.